# Giuseppe Mastromatteo

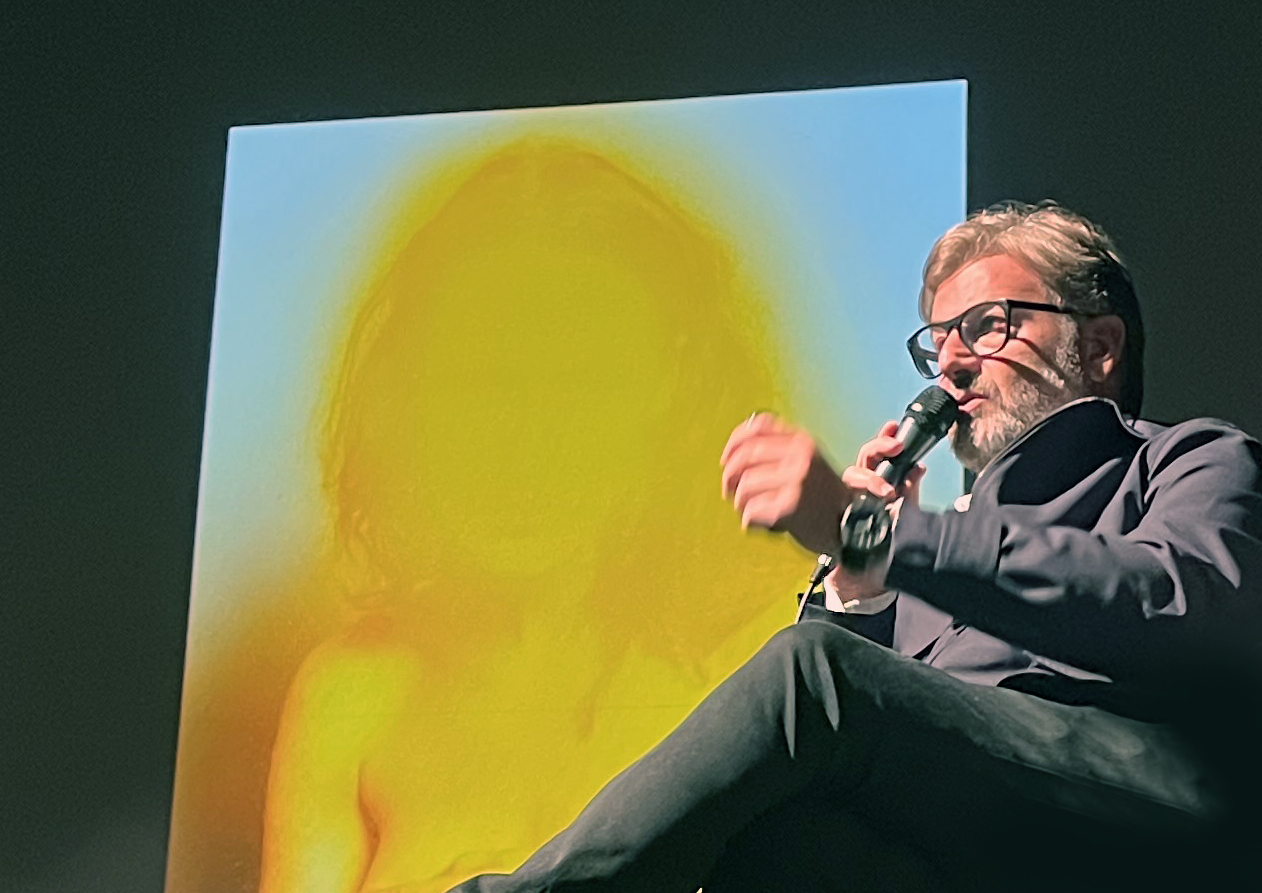
Premio Ghergo alla Carriera 2022

Giuseppe Mastromatteo (Busto Arsizio, 6 agosto 1970) è un artista, fotografo direttore creativo italiano.

## Biografia
Dopo una carriera giovanile come fonico di studio in una casa discografica, Mastromatteo si diploma all'Accademia di Comunicazione di Milano in art direction.
Nel 2006 si afferma come fotografo concettuale, collaborando con la Triennale di Milano come direttore creativo, creando immagini iconiche per l'apertura del nuovo museo della Triennale a Milano Bovisa.
Ha partecipato a fiere d'arte italiane e internazionali. Il suo lavoro di fotografia e di arte contemporanea è stato esposto in diverse gallerie d'arte, istituzioni culturali e musei. Le sue opere sono state pubblicate in libri d'arte e riviste di fotografia contemporanea in tutto il mondo.
Mastromatteo lavora sia a Milano sia a New York. Al momento vive a Milano, dove svolge anche il ruolo di Presidente e Chief Creative Officer per l'agenzia pubblicitaria Ogilvy Italia.
Nel 2013 Mastromatteo ha diffidato l'azienda di orologi svizzera Swatch per l'utilizzo di un'immagine per una campagna pubblicitaria che richiama direttamente il suo lavoro Indepensense, pubblicato nel 2009.
Nel 2018 pubblica la sua prima monografia Humanscape  da Benedetta Donato ed edita da Silvana Editoriale. Il volume è composto da 110 opere dell'artista insieme a testimonianze, contributi di vari autori come Walter Guadagnini, Oliviero Toscani, Denis Curti, Rankin. Il volume viene presentato durante la mostra personale presso la galleria 29 Arts in Progress di Milano.
Nel 2022 vince il premio alla Carriera a Montefano in occasione del Festival di Fotografia Effetto Ghergo, premio che in edizioni passate ha assegnato a Giovanni Gastel, Toni Thorimbert, Maurizio Galimberti, Vittoria Backaus, Piero Gemelli, Ferdinando Scianna.
Nel 2024 in qualità di curatore organizza a Milano presso il Superstudio la mostra 'Franco Moschino, genio visionario' in occasione del trentennale dalla morte dello stilista. 

## Opere maggiori
Nel 2009 Mastromatteo espone le sue opere più conosciute, note come la serie Indepensense
La serie Indepensense è stata realizzata tra il 2009 e il 2012.
Le opere di Indepensense in Italia sono note al grande pubblico attraverso copertine di saggi, romanzi e pubblicità televisive.
(Oliviero Toscani)
Nel 2015 un'opera di Indepensense series è stata donata da Mastromatteo per l'asta benefica Comunità Nuova Onlus in partnership con Christie's Italia, Galleria d'Arte Moderna, Open Care – Servizi per l'arte e UBS.
Dopo Indepensense, Mastromatteo ha creato la serie Homogenic e – più recentemente – la serie Eyedentikit.
Eyedentikit presenta una serie di ritratti dove l'autore diventa protagonista e inserisce parte di sé stesso nella riflessione intorno all'identità umana.
Nel 2020 prosegue il suo lavoro di indagine sull'identità ed espone per la prima volta Eclipse.
Nel 2024 crea una serie di videopodcast per RTL - Radiofreccia dal titolo 'Ho sentito un libro suonare' raccontando l'intreccio tra arte e musica. 

## Mostre
- MIART, Milano 2008, 2009[25]

- MUSEO CASORIA, Permanent Collection, Napoli[26]

- INDEPENSENSE, Lattuada Studio – II Diaframma, Milano[27]
- PARIS PHOTO, Parigi
- INDEPENSENSE, Fabbrica Eos, Milano[28][29]
- MIART, Milano[25]

- MIART, Milano[25]

- GOOD LUCK LUCK LOOK, San Salvatore Gallery, Modena[30]
- HIDENTITIES, MC2 Gallery, Milano[31]

- ART GREENWICH, New York[32]
- CUTLOG, Parigi[33]

- MIA FAIR, Milano
- ART ISTANBUL, C.A.M. Gallery, Istanbul
- LIQUID VISION, Fondazione Forma Foto, Milano[34][35]
- BIENNAL ITALY\CHINA, Milano[36]
- RED DOT MIAMI, Miami
- ART PALM BEACH, Florida USA[37]
- INDEPENSENSE 2, Fabbrica Eos, Milano[38]
- INDEPENSENSE, Emmanuel Fremin Gallery, New York[39]
- SCOPE Art Fair, Emmanuel Fremin Gallery, New York
- ART HAMPTON Bridgehampton, New York[40]
- ART PARIS Art Fair, Parigi

- MIA FAIR, Milano
- 20 YEARS OF PHOTOGRAPHY, Milano

- MIA FAIR, Milano[41][42]
- ART ISTANBUL, C.A.M. Gallery, Istanbul
- DOUBLE VISION, Palazzo Delle Stelline, Milano[43][44]
- WANDERWALLS FDV, Milano[45]
- BIENNAL CHINA\ITALY, Beijing Cina
- HOMOGENIC, Palazzo Tovegni, Turino[46]

- MIA FAIR, Milano[47]
- HOMOGENIC, CAM Gallery, Istanbul[17]
- ARTEFIERA, Bologna[48][49]

- MIA FAIR, Milano[50]
- SUMMERIZE, C.A.M. Gallery, Istanbul[51]
- ART WYNWOOD, Miami[52]
- SIGNS BASE, Milano[53][54][55][56][57][58][59][60]

- FONDAZIONE CAPRI, Capri[61][62][63]
- MIA FAIR, Milano[64]
- Eyedentikit PHOTOLONDON, Londra
- HUMANSCAPE, 29 Arts in Progress Gallery Milan
- PHOTO BASEL 2019, Basel
- Solo Exhibition Museo Ghergo 2022